# Kristian Kojola
Kristian Kojola (* 12. September 1986 in Espoo) ist ein ehemaliger finnischer Fußballspieler.

## Verein
Kojola begann seine Profikarriere 2003 beim FC Espoo und stand dort bis 2006 unter Vertrag. 2005 gab er sein Debüt in der Veikkausliiga, der höchsten Liga des finnischen Fußballes. Zunächst wurde er vom AC Allianssi, später vom FC Hämeenlinna ausgeliehen. Nachdem 2006 der Vertrag bei Espoo ausgelaufen war, wurde er von Hämeenlinna fest verpflichtet. Seine nächste Station war der FF Jaro, für den er für eine Saison unter Vertrag stand. In der Spielzeit 2010/11 unterschrieb er einen Vertrag bei Tampere United. In der Saison 2011/12 wechselte er zu IFK Mariehamn. Beim Halleschen FC stand er ablösefrei in der Saison 2013/14 unter Vertrag. Seit dem Sommer 2014 stand er wieder beim IFK Mariehamn unter Vertrag und gewann dort später die Meisterschaft sowie den Pokal. Nach der Saison 2018 beendete Kojola hier seine aktive Karriere.

## Nationalmannschaft
Am 13. Januar 2017 bestritt Kojola ein Testspiel für die finnische A-Nationalmannschaft gegen Slowenien. Bei der 0:2-Niederlage in Abu Dhabi kam er über die komplette Spielzeit zum Einsatz.

## Erfolge
- Finnischer Pokalsieger: 2015
- Finnischer Meister: 2016